# 八橋 (秋田市)
八橋（やばせ）は秋田県秋田市にある大字。郵便番号は010-0975。住居表示未実施地区。大字八橋に由来し「八橋」を冠した町名を持つ地区の総称でもある。大字八橋と各町を合わせた人口は9,265人（2020年10月1日現在、住民基本台帳人口調査による）。
本稿では、交通・施設の節に於いては現在の大字八橋を対象とし、その他の節に於いて特に明記しない場合は分割前の大字八橋（地域総称としての八橋に大体一致する）を対象とする。八橋を冠する各町については八橋イサノ・八橋運動公園・八橋大沼町・八橋大畑・八橋新川向・八橋大道東・八橋田五郎・八橋鯲沼町・八橋本町・八橋南・八橋三和町を参照。

## 地理
秋田市の中央部に位置する。南部の秋田県道26号秋田停車場線（山王大通り）沿いに八橋運動公園がある。南西部の国道7号（秋田北バイパス）沿いや北東部の秋田県道56号秋田天王線（新国道）沿いは商業地で、専門店が多い。その他の地域は主に住宅街となっている。東は高陽、南東は山王、南西は川尻、西は秋田運河を挟んで新屋、北西は寺内、北東は泉と接する。
かつては字イサノ（いさの）、字一里塚（いちりづか）、字戌川原（いぬかわら）、字片田添（かただぞえ）、字下八橋（しもやばせ）、字大道東（だいどうひがし）、字田五郎（たごろう）、字八橋（やばせ）の8つの小字が存在したが、1982年（昭和57年）以降は地域の大半が住居表示実施に伴い独立した町丁となって大字から離脱しており、2010年時点で大字八橋として残存している地区は字イサノと字下八橋の分断された2ヶ所のみである。字イサノは八橋地域北部の草生津川左岸に位置し、北・東は寺内字イサノ、南は八橋イサノ二丁目、西は寺内堂ノ沢三丁目と接する。字下八橋は八橋地域西部の草生津川右岸河口に位置し、草生津川・秋田運河・国道7号に囲まれた範囲で、北西は寺内字蛭根、北は寺内蛭根一丁目、東は八橋本町六丁目、南は川尻町字大川反、西は新屋町字砂奴寄と接する。
江戸時代には久保田城から土崎港方面へ向かう羽州街道の、久保田を出て最初の集落であった。当地に一里塚（八橋一里塚）が存在し、塚は現存しないものの「八橋一里塚」交差点に標柱が立てられている。また多くの寺社も置かれており、日吉八幡神社（山王権現）は久保田町人町（外町）の鎮守、毘沙門社は保戸野足軽町の鎮守として参拝客を集め、沿道には茶屋が軒を並べていた。草生津川の対岸に草生津刑場があり、架けられている橋は罪人が最期に自分の姿を水面に映す場所として「面影橋」と呼ばれるようになった。

### 河川
- 秋田運河（旧雄物川）
- 草生津川

## 産業

### 八橋油田
草生津川周辺には油田が存在し、1868年（明治2年）から採掘が行われていた。土崎港に大規模な製油所があり、太平洋戦争末期の1945年（昭和20年）8月14日にはアメリカ軍による空襲を受けている。戦後も油田開発が続けられ、昭和30年代には国内最大の産油量を誇っていた。現在は全盛期の10分の1未満にまで規模を縮小しているものの、採掘は継続されている。

### 八橋人形
京都伏見稲荷大社の伏見人形の流れを汲む土人形。安永〜天明（1772年〜1789年）頃、伏見から来た人形師が川尻鍋子山付近に窯を開いたのが発祥とされる。雛人形や高砂など様々な種類があるが、八橋本町一丁目に菅原神社があり祭などで求められたことから天神が多い。古いものは伏見人形の影響が強く、明るく華やかなものだったが、明治後期以降は重厚で土臭さを感じさせるものへと変化していった。
明治まではかなりの数の人形店が存在していたが、1942年（昭和17年）時点で道川家、遠藤家、高松家の3軒にまで激減した。2014年（平成26年）3月22日に死去した最後の制作者である道川トモが、後継者を育成しようと弟子を募ったり養成講座を開催したりしたが、応募者に対し兼業を認めなかったこともあり定着しなかった。
2015年（平成27年）、かつて道川氏から指導を受けた者達を含む市民有志によって「八橋人形伝承の会」が設立され、伝統を継承していくことになった。

## 歴史
古くは「谷橋」「矢橋」とも表記された。古代秋田城との関係から開村は古いとする説もあるが、「秋田昔物語」に「矢橋村はむかし人家無之候……山王之脇へ新田村御取立可」とあり、久保田藩二代・佐竹義隆の代に拓かれたとされる。1647年（正保4年）の「出羽国一国絵図」には「谷橋新田村」、「元禄七郡絵図」には「上八橋新田村」「古くは谷橋村」との記述がある。1730年（享保15年）の「六郡郡邑記」（享保郡邑記）に「上八橋村・下八橋村、元禄元年の頃田地開発……村名の文字改谷橋村となる故下八橋村の唱を止る」として、上下二村を合わせて谷橋村としたことが記されている（下八橋村は現在の草生津川右岸地域に相当する）。「寛政村附帳」では親郷川尻村の寄郷とされていた。明治に入り、旧称の八橋村に改称した。

### 沿革
- 平安時代 - 出羽国秋田郡高泉郷として成立。
- 1873年（明治6年）3月 - 大区小区制の改正に伴い、秋田郡八橋村は秋田県第1大区1小区に属する[7]。
- 1874年（明治7年）4月 - 草生津川橋が大破し、八橋村代表から秋田県権令国司仙吉へ新規架橋願が提出された記録あり[8]。
- 1876年（明治9年）3月 - 八橋村の官有地3,888坪を県が確保し、八橋植物園を創設[9]。
- 1877年（明治10年）2月 - 八橋植物園に腐米改良のための試験田を設ける[9]。
- 1878年（明治11年）
  - 3月21日 - 八橋学校が開校する[10]。
  - 8月 - 土手谷地町にあった秋田博物館を八橋植物園内に新築移転する[9]。
  - 8月10日から10月8日 - 八橋植物園にて第2回秋田博覧会が開催される[9]。
- 1884年（明治17年）頃 - 郡区町村編制法の下で、南秋田郡八橋村と寺内村が連合。戸長役場は八橋村に設置される。
- 1889年（明治22年）4月1日 - 町村制施行に伴い寺内村と八橋村が合併し、南秋田郡寺内村が成立。南秋田郡寺内村大字八橋となる。
- 1905年（明治38年）8月1日 - 八橋字一里塚の一部が分割され秋田市へ編入される。
- 1914年（大正3年） - 八橋字大道東に八橋競馬場が建設される。
- 1933年（昭和8年）8月1日 - 寺内村が町制施行し寺内町となったことに伴い、南秋田郡寺内町大字八橋となる。
- 1937年（昭和12年）3月26日 - 南秋田郡寺内町大字八橋に八橋郵便局が開局する[11]。
- 1939年（昭和14年） - 軍馬資源保護法公布により八橋競馬場が廃止される。
- 1941年（昭和16年）
  - 4月1日 - 寺内町が秋田市へ編入されたことに伴い、秋田市大字八橋となる。
  - 9月 - 陸上競技場[12]、硬式野球場[13]、相撲場[14]が建設される。
- 1948年（昭和23年）10月6日 - 八橋競馬場跡を秋田県が買い取り、秋田競馬場が開場する。
- 1953年（昭和28年）8月 - 球技場[15]が建設される。
- 1954年（昭和29年） - 山王体育館（後の秋田市立体育館）が川尻町字八千刈（八橋ではないが隣接地）に建設される。
- 1955年（昭和30年）3月31日 - 秋田競馬場が廃止される。
- 1957年（昭和32年）4月 - テニスコート（砂入り人工芝コート）が建設される[16]。
- 1961年（昭和36年） - 第16回国民体育大会（秋田国体）が開催され、主会場として八橋運動公園が使用される。これに合わせて多くの施設が全面改修された。
- 1968年（昭和43年）10月1日 - 秋田県立体育館が建設される。
- 1973年（昭和48年）4月2日 - 秋田市立八橋小学校が開校する。
- 1994年（平成6年）4月 - 秋田市立体育館が八橋字下八橋（現在の八橋本町六丁目）へ新築移転される。
- 2007年（平成19年） - 第62回国民体育大会「秋田わか杉国体」が開催される。

### 字域の変遷
以下はすべて住居表示実施に伴う変更。
| 実施前       | 実施年月日           | 実施後（各町ともその一部）                  |
| ------------ | -------------------- | ------------------------------------------- |
| 八橋字イサノ | 昭和57年5月1日       | 八橋イサノ一丁目 やばせいさのいっちょうめ   |
| 八橋字イサノ | 昭和57年5月1日       | 八橋イサノ二丁目 やばせいさのにちょうめ     |
| 八橋字イサノ | 昭和57年5月1日       | 八橋大沼町 やばせおおぬまちょう             |
| 八橋字イサノ | 昭和57年5月1日       | 八橋田五郎二丁目 やばせたごろうにちょうめ   |
| 八橋字イサノ | （残存）八橋字イサノ |                                             |
| 八橋字一里塚 | 昭和41年4月1日       | 高陽青柳町 こうようあおやぎちょう           |
| 八橋字一里塚 | 昭和41年4月1日       | 高陽幸町 こうようさいわいちょう             |
| 八橋字一里塚 | 昭和57年5月1日       | 八橋本町一丁目 やばせほんちょういっちょうめ |
| 八橋字一里塚 | 昭和57年5月1日       | 八橋本町三丁目 やばせほんちょうさんちょうめ |
| 八橋字一里塚 | 昭和57年5月1日       | 八橋本町四丁目 やばせほんちょうよんちょうめ |
| 八橋字戌川原 | 昭和50年5月1日       | 山王中島町 さんのうなかじままち             |
| 八橋字戌川原 | 昭和51年4月1日       | 山王中島町 さんのうなかじままち             |
| 八橋字戌川原 | 昭和51年4月1日       | 山王臨海町 さんのうりんかいまち             |
| 八橋字戌川原 | 昭和57年5月1日       | 八橋本町二丁目 やばせほんちょうにちょうめ   |
| 八橋字戌川原 | 平成14年9月30日      | 八橋南一丁目 やばせみなみいっちょうめ       |
| 八橋字戌川原 | 平成14年9月30日      | 八橋南二丁目 やばせみなみにちょうめ         |
| 八橋字片田添 | 昭和40年4月1日       | 山王一丁目 さんのういっちょうめ             |
| 八橋字片田添 | 昭和41年4月1日       | 山王一丁目 さんのういっちょうめ             |
| 八橋字片田添 | 昭和40年4月1日       | 山王二丁目 さんのうにちょうめ               |
| 八橋字片田添 | 昭和41年4月1日       | 山王二丁目 さんのうにちょうめ               |
| 八橋字片田添 | 昭和57年5月1日       | 八橋運動公園 やばせうんどうこうえん         |
| 八橋字片田添 | 昭和57年5月1日       | 八橋本町一丁目 やばせほんちょういっちょうめ |
| 八橋字下八橋 | 平成14年9月30日      | 寺内蛭根一丁目 てらうちひるねいっちょうめ   |
| 八橋字下八橋 | 平成14年9月30日      | 八橋本町六丁目 やばせほんちょうろくちょうめ |
| 八橋字下八橋 | （残存）八橋字下八橋 |                                             |
| 八橋字大道東 | 平成14年9月30日      | 八橋大道東 やばせだいどうひがし             |
| 八橋字大道東 | 平成14年9月30日      | 八橋本町六丁目 やばせほんちょうろくちょうめ |
| 八橋字田五郎 | 昭和57年5月1日       | 八橋イサノ一丁目 やばせいさのいっちょうめ   |
| 八橋字田五郎 | 昭和57年5月1日       | 八橋大沼町 やばせおおぬまちょう             |
| 八橋字田五郎 | 昭和57年5月1日       | 八橋新川向 やばせしんかわむかい             |
| 八橋字田五郎 | 昭和57年5月1日       | 八橋田五郎一丁目 やばせたごろういっちょうめ |
| 八橋字田五郎 | 昭和57年5月1日       | 八橋田五郎二丁目 やばせたごろうにちょうめ   |
| 八橋字田五郎 | 昭和57年5月1日       | 八橋本町三丁目 やばせほんちょうさんちょうめ |
| 八橋字田五郎 | 昭和57年5月1日       | 八橋本町四丁目 やばせほんちょうよんちょうめ |
| 八橋字田五郎 | 昭和57年5月1日       | 八橋本町五丁目 やばせほんちょうごちょうめ   |
| 八橋字田五郎 | 昭和57年5月1日       | 八橋三和町 やばせみわちょう                 |
| 八橋字八橋   | 昭和57年5月1日       | 八橋運動公園 やばせうんどうこうえん         |
| 八橋字八橋   | 昭和57年5月1日       | 八橋本町一丁目 やばせほんちょういっちょうめ |
| 八橋字八橋   | 昭和57年5月1日       | 八橋本町二丁目 やばせほんちょうにちょうめ   |
| 八橋字八橋   | 昭和57年5月1日       | 八橋本町三丁目 やばせほんちょうさんちょうめ |
| 八橋字八橋   | 昭和57年5月1日       | 八橋本町四丁目 やばせほんちょうよんちょうめ |
| 八橋字八橋   | 昭和57年5月1日       | 八橋本町五丁目 やばせほんちょうごちょうめ   |
| 八橋字八橋   | 平成14年9月30日      | 八橋南一丁目 やばせみなみいっちょうめ       |

## 世帯数と人口
2020年（令和2年）10月1日現在の世帯数と人口は以下の通りである。
| 小字         | 世帯数 | 人口 |
| ------------ | ------ | ---- |
| 八橋字イサノ | 20世帯 | 25人 |

## 交通

### 鉄道
地区内に鉄道は通っていない。最寄り駅は中通七丁目にあるJR東日本奥羽本線・羽越本線・秋田新幹線の秋田駅。

### バス
- （字イサノ）
  - 地域内にバス停はない。最寄りのバス停は八橋イサノにある秋田中央交通のイサノ二丁目。
- （字下八橋）
  - 秋田中央交通
    - 系統145｜臨海営業所線
    - 系統146｜県立プール線
    - 系統147｜県立プール線（スケート場経由）
    - 系統350｜仁別リゾート公園線（クアドーム・ザ・ブーン発着）
    - 系統352｜仁別リゾート公園線（森林学習館前発着） - 平日のみ
    - 系統360｜秋田温泉線（秋田駅西口経由） - 平日のみ
    - 系統363｜秋田温泉線（蓬田上丁発臨海営業所行） - 平日のみ
      - 市立体育館前

### 道路
- （字イサノ）
  - 秋田市道臨海秋操線
- （字下八橋）
  - 国道7号秋田北バイパス（臨海バイパス）

## 施設

### 字イサノ
- 秋田基準寝具
- EFリテール東北秋田イサノ店

### 字下八橋
- 秋田県健康環境センター環境部
- 王子製袋秋田工場
- TLC東北 秋田LC

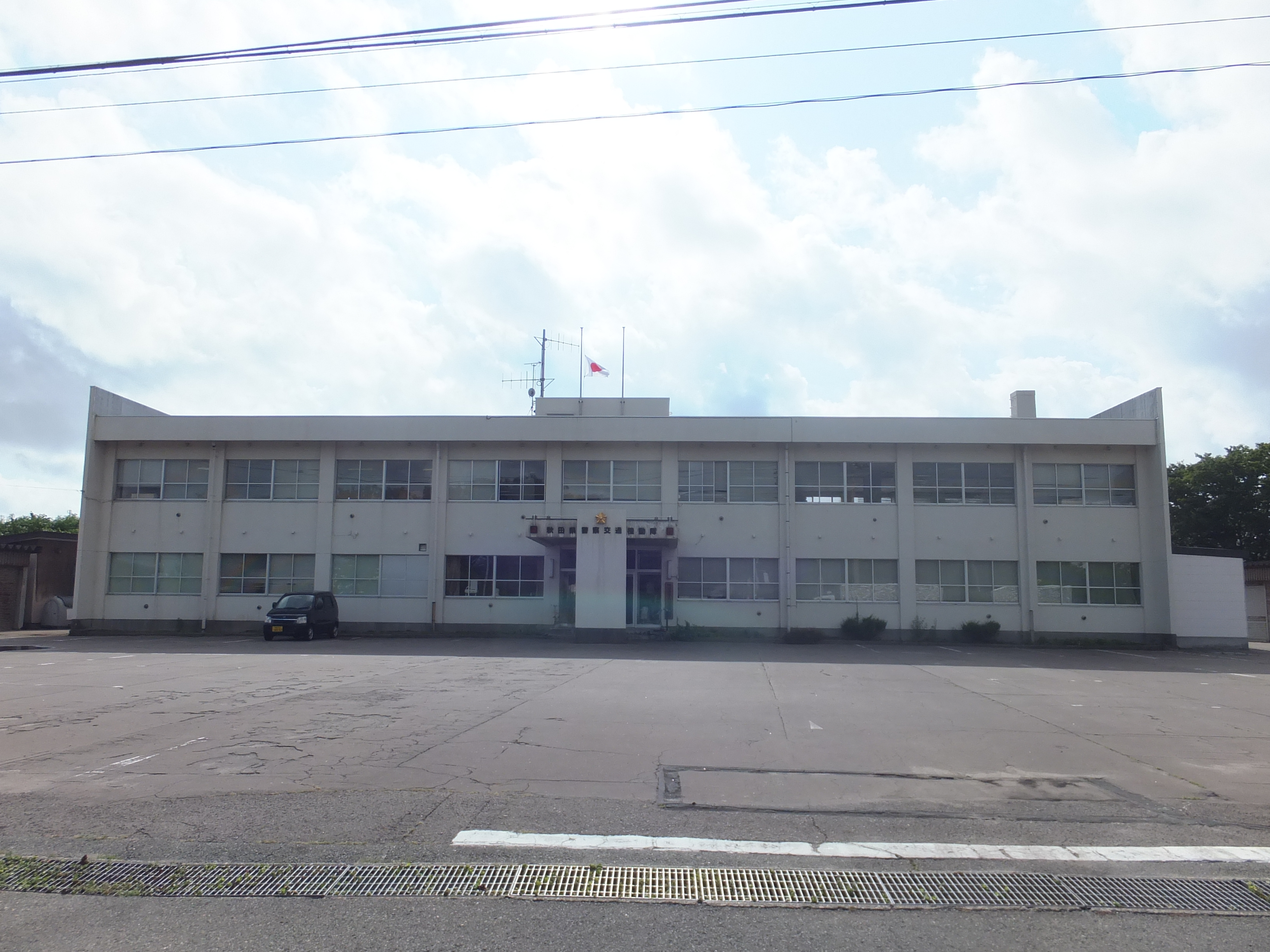
旧・秋田県警察交通機動隊庁舎

- ロイヤルモーター本社・フォルクスワーゲン秋田りんかい

## 出身者
- 小野仁 (野球選手)
- 野中瑠衣 (バレーボール選手)
- 安田祐生 (サッカー選手)